# Sokolec (wąwóz)

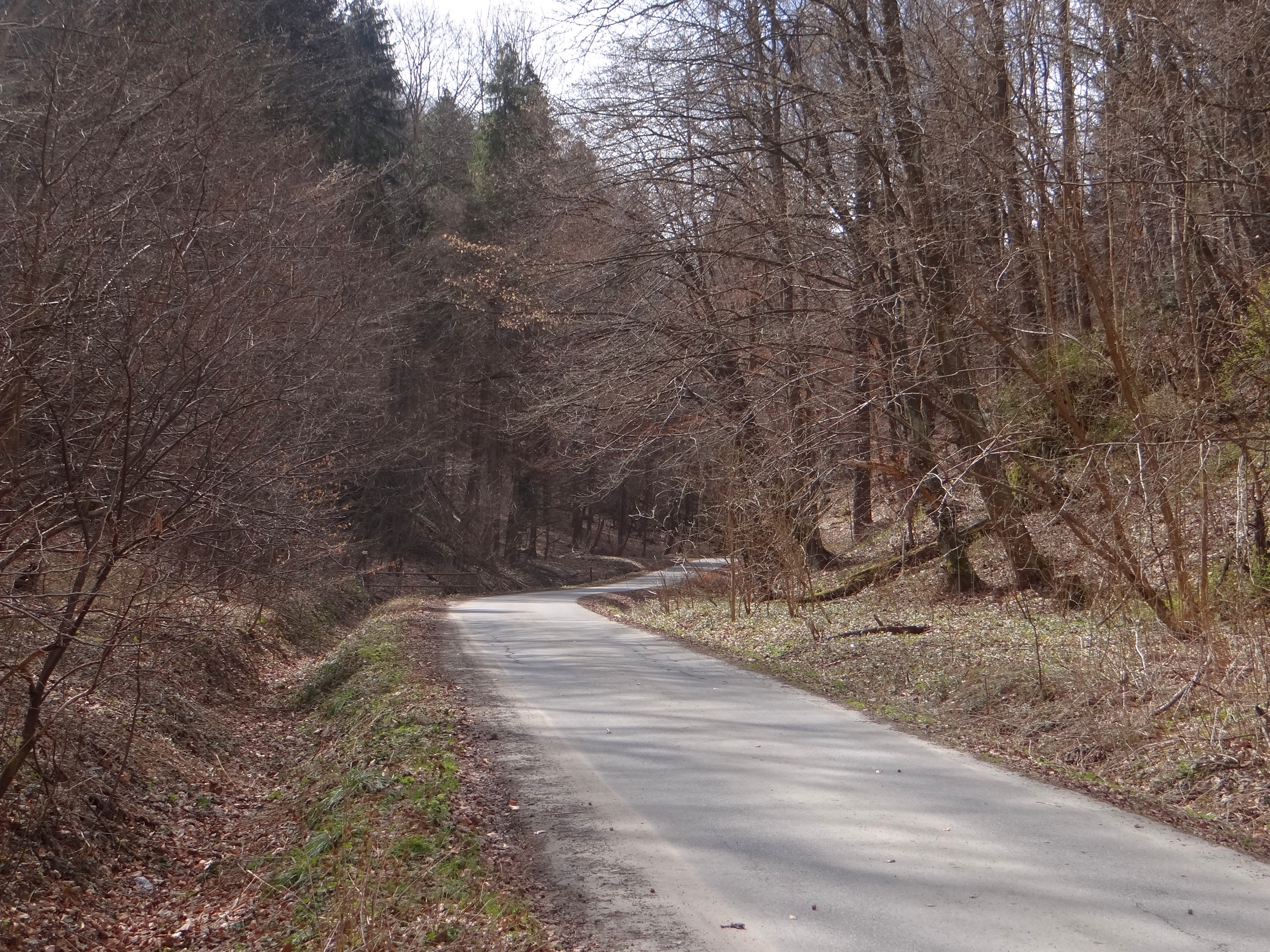
Wylot wąwozu Sokolec

Sokolec – wąwóz znajdujący się na terenie Ojcowskiego Parku Narodowego. Jest orograficznie prawym odgałęzieniem Doliny Prądnika i znajduje się pomiędzy wąwozami Babie Doły i Węgielny Dół. Wcina się w zbocza Doliny Prądnika naprzeciwko Zamku w Pieskowej Skale. Pod względem administracyjnym jego dolna, całkowicie porośnięta lasem część należy do wsi Sułoszowa, część górna, częściowo porośnięta lasem, a częściowo pokryta polami uprawnymi, należy do wsi Sąspów (obydwie w województwie małopolskim, w powiecie krakowskim). Jest to wąwóz przez większą część roku suchy, woda spływa jego dnem tylko po większych opadach atmosferycznych.
Dnem wąwozu biegnie wąska asfaltowa droga (wjazd dozwolony tylko dla mieszkańców), szlak rowerowy i szlak turystyki pieszej.

## Szlaki turystyki pieszej
Szlak Dolinek Jurajskich: Zamek w Pieskowej Skale – Sokolec – Sąspów – Dolina Sąspowska – Ojców.